# Dipsas temporalis
Espèce
Statut de conservation UICN

 LC  : Préoccupation mineure
Synonymes
- Leptognathus temporalis Werner, 1909
- Leptognathus spurrelli Boulenger, 1913

Dipsas temporalis  est une espèce de serpents de la famille des Dipsadidae.

## Répartition
Cette espèce se rencontre au Panama, au Chocó en Colombie et en Équateur.

## Description
L'holotype de Dipsas temporalis mesure 520 mm dont 67 mm pour la queue.

## Publication originale
- Werner, 1909 : Über neue oder seltene Reptilien des Naturhistorischen Museums in Hamburg. Jahrbuch der hamburgischen Wissenschaftlichen Anstalten, vol. 26, p. 205-247 (texte intégral).